# Rhetinantha friedrichsthalii
Rhetinantha friedrichsthalii là một loài thực vật có hoa trong họ Lan. Loài này được (Rchb.f.) M.A.Blanco mô tả khoa học đầu tiên năm 2007.